# Нижняя Германия

Римская провинция Нижняя Германия около 120 года

Ни́жняя Герма́ния (лат. Germania Inferior) — провинция Римской империи с центром в городе Колония Агриппины (современный Кёльн), расположенная на левом берегу Рейна, южнее и западнее современных Нидерландов и целиком содержащая современный Люксембург, часть северо-восточной Франции, Бельгии и западной Германии. На западе граничила с провинцией Белгика, на юге — с Верхней Германией, на востоке — с территорией варваров. Основные поселения: Кастра Ветера и Колония Ульпия Траяна, оба вблизи Ксантена, Неймегена (лат. Ulpia Noviomagus Batavorum) , Утрехта (лат. Trajectum ad Rhenum), Тонгерена (лат. Atuatuca Tungrorum), Турне (лат. Tournai), Бонна (лат. Bona) и Кёльна (лат. Colonia Agrippinensis).
Впервые римляне вступили на зарейнские территории во время галльских войн Юлия Цезаря. Легионы Цезаря одновременно с карательной и разведывательной целью переправились через Рейн в 57 до н. э. Войсками Цезаря были уничтожены такие племена, как менапии и эбуроны.
Первые римские поселения в Нижней Германии появились в 50-х годах до н. э. Тогда эти земли относились к провинции Белгика. Статус римской провинции получила в 90 году, позднее стала императорской провинцией.
В связи с постоянной угрозой нашествий варваров в Нижней Германии постоянно было размещено несколько легионов. В посвящении EX.GER.INF. (лат. Exercitus Germania Inferior) указываются следующие легионы: легион I «Минервия» и легион XXX «Ульпия Виктрикс». Римский флот, патрулировавший Рейн и Северное море, базировался сначала в Кастра Ветере (лат. Castra Vetera), а затем в Колонии Агриппины.